# Вирджински университет
Вирджинският университет или Университет на Вирджиния (на английски: University of Virginia, абревиатура U.Va.), често наричан Университет на г-н Джеферсън е обществен изследователски университет в град Шарлътсвил (Charlottesville), щата Вирджиния, САЩ.
Идеята за университета се ражда през 1800 г., а е открит от Томас Джеферсън през 1819 г. Той е забележителен за историята на САЩ, защото е първият образователен институт, който предлага модерни за онова време дисциплини като астрономия и философия. Неговото Училище за инженерни и приложни науки е първото инженерно училище в САЩ, свързано с общообразователен университет. Това е единственият университет в САЩ, който е включен в Списъка на световното културно и природно наследство на ЮНЕСКО.
Студентският живот в този университет е уникален в сравнение с другите, защото исторически тайни общества все още действат в него.

## История
Земята за построяване на университета е закупена през 1788 г. от ветерана от войната Джеймс Монро, който по-късно става 5-ия президент на САЩ). През 1817 година съветът на директорите откупува тази земя от Монро, когато той вече е президент. Под ръководството на Т. Джеферсън започва строителството, което е завършено през 1819 година. На банкет през 1824 година, в присъствието на Джеймс Медисън, Джеферсън е наречен „баща на Вирджинския университет“.
Първите занятия в университета започват през 1825 година. Всички университети дотогава предлагат само 3 специалности: медицина, право и религия. Но университетът във Вирджиния предлага също и астрономия, философия, политически науки, архитектура и други инженерни специалности. Дори още по-прогресивна стъпка е направена, като образованието е напълно отделено от религията. През 1826 година Джеймс Медисън, 4-тият президент на САЩ, става ректор на университета, а Джеферсън е в съвета на директорите. Двамата остават в университета до смъртта си.
Уилям Фокнър, носител на Нобелова награда и на „Пулицър“, започва в университета като лектор и консултант през 1957 година и остава там до смъртта си през 1962 г. Братята Кенеди посещават университета през 1958 година. През 1960-те години Мартин Лутър Кинг изнася речи във Вирджинския университет. Британската кралица Елизабет II прави посещение през 1976 година, а Дезмънд Туту – през 1998 година.

## Известни личности
Преподаватели
- Питър Брукс (р. 1938), филолог
- Кенет Елзинга (р. 1942), икономист

Студенти и докторанти
- Панайот Бъчваров (р. 1933), философ
- Едгар Алън По (1809 – 1849), писател
- Едуард Стетиниус (1900 – 1949), бизнесмен и политик
- Катрин Торнтън (р. 1952), космонавтка
- Ричард Уогнър (р. 1941), икономист
- Патрик Форестър (р. 1957), космонавт
- Стивън Фрей (р. 1960), писател